# Hydractinia cryptogonia
Hydractinia cryptogonia es una especie de cnidario, perteneciente al género Hydractinia y a la familia Hydractiniidae, descrita originalmente en la Bahía de Sagami por Hirohito en 1988.